# Aristeguietia
Aristeguietia es un género de plantas perteneciente a la familia Asteraceae. Comprende 22 especies descritas y de estas 19 aceptadas. Se encuentra en Colombia, sur de Perú, y una especie en Chile.

## Taxonomía
El género fue descrito por R.M.King & H.Rob. y publicado en Phytologia 30: 218. 1975.

## Especies aceptadas
A continuación se brinda un listado de las especies del género Aristeguietia aceptadas hasta junio de 2012, ordenadas alfabéticamente. Para cada una se indica el nombre binomial seguido del autor, abreviado según las convenciones y usos, y el nombre común en su caso.
- Aristeguietia arborea (Kunth) R.M.King & H.Rob.
- Aristeguietia ballii (Oliv.) R.M.King & H.Rob.
- Aristeguietia buddleifolia (Benth.) R.M.King & H.Rob.
- Aristeguietia cacalioides (Kunth) R.M.King & H.Rob.
- Aristeguietia chimborazensis (Hieron.) R.M.King & H.Rob.
- Aristeguietia cursonii (B.L.Rob.) R.M.King & H.Rob.
- Aristeguietia dielsii (B.L.Rob.) R.M.King & H.Rob.
- Aristeguietia diplodictyon (B.L.Rob.) R.M.King & H.Rob.
- Aristeguietia discolor (DC.) R.M.King & H.Rob.
- Aristeguietia gascae (B.L.Rob.) R.M.King & H.Rob.
- Aristeguietia gayana (Wedd.) R.M.King & H.Rob.
- Aristeguietia glutinosa (Lam.) R.M.King & H.Rob. - matico de Quito[5]
- Aristeguietia lamiifolia (Kunth) R.M.King & H.Rob.
- Aristeguietia persicifolia (Kunth) R.M.King & H.Rob.
- Aristeguietia pseudarborea (Hieron.) R.M.King & H.Rob.
- Aristeguietia salvia (Colla) R.M.King & H.Rob.	- salvia macho de Chile[5]
- Aristeguietia tahonensis (Hieron.) R.M.King & H.Rob.
- Aristeguietia tatamensis (B.L.Rob.) R.M.King & H.Rob.
- Aristeguietia uribei R.M.King & H.Rob.